# Lario RMX
Lario RMX è un singolo del rapper italiano Lazza, pubblicato il 21 marzo 2018.

## Descrizione
Si tratta di una versione rivisitata di Lario, singolo di Lazza contenuto nell'album in studio Zzala. In questa versione, la seconda strofa del rapper milanese è stata tolta, sostituita da una strofa inedita del collega Fabri Fibra.

## Tracce
1. Lario RMX (feat. Fabri Fibra) – 3:14